# Campeonato Paraibano de Futebol Feminino de 2020
O Campeonato Paraibano de Futebol Feminino de 2020 foi a 9ª edição do principal torneio de futebol feminino do estado da Paraíba, disputada entre 7 e 19 de dezembro. A competição foi organizada pela Federação Paraibana de Futebol e contou com a participação de 6 equipes, uma a menos que a edição anterior.
O Botafogo Futebol Clube, de João Pessoa, foi a campeã do torneio pela sexta vez, na final, derrotou o rival Auto Esporte, pelo placar de 7 a 0. Além do título estadual, a equipe campeã, assegurou vaga na Série A2 do Campeonato Brasileiro de Futebol Feminino de 2021.

## Pandemia do coronavírus
Assim como outros eventos esportivos em 2020, o Campeonato Paraibano Feminino foi muito afetado pela crise sanitária que se seguiu à pandemia por coronavírus e por muito tempo este em xeque a sua realização.
Após meses de conversas, a Federação Paraibana de Futebol resolveu cancelar diversos torneios de base, inclusive a segunda divisão do Campeonato Paraibano Masculino, procurando concentrar os esforços na realização do Campeonato Feminino.
Em 19 de novembro de 2020, a Federação anunciou a realização do Campeonato Paraibano Feminino de 2020, com um time a menos na disputa em relação à edição anterior e um formato enxuto, a ser realizado todo ele no mês de dezembro.

## Regulamento
A primeira fase (classificatória) será disputada da seguinte maneira: os 6 times foram divididos em dois grupos, enfrentando em jogo único cada equipe do grupo oposto. Os dois primeiros colocados de cada grupo, enfrentam os segundos colocados, onde os melhores colocados terão mando de campo.
A final também será realizada em jogo único, com mando de campo da equipe de melhor campanha. A campeã tem vaga garantida na Série A2 do Campeonato Brasileiro de Futebol Feminino de 2021.

### Critérios de desempate
Caso haja empate de pontos entre dois ou mais clubes, os critérios de desempates são aplicados na seguinte ordem:
1. Número de vitórias
2. Saldo de gols
3. Gols marcados
4. Confronto direto
5. Número de cartões vermelhos
6. Número de cartões amarelos

## Equipes Participantes
Abaixo, a lista dos clubes participantes do campeonato.
Notas
- IEC. ^  O Internacional Esporte Clube, de Mamanguape, está com a sede na cidade de Remígio e irá participar do campeonato em parceria com o Ajax Remigense.[11]

## Primeira Fase
|  | Equipes classificadas para as Semi-finais |
|  | Equipes eliminadas na fase de grupos      |

| Pos | Equipes  | Pts | V | E | D | GP | GC | SG  |
| --- | -------- | --- | - | - | - | -- | -- | --- |
| 1   | Botafogo | 9   | 3 | 0 | 0 | 9  | 1  | +8  |
| 2   | Mixto    | 6   | 2 | 0 | 1 | 17 | 2  | +15 |
| 3   | Guará    | 1   | 0 | 1 | 2 | 3  | 28 | -25 |

| Pos | Equipes       | Pts | V | E | D | GP | GC | SG  |
| --- | ------------- | --- | - | - | - | -- | -- | --- |
| 1   | Kashima       | 6   | 2 | 0 | 1 | 16 | 2  | +14 |
| 2   | Auto Esporte  | 3   | 1 | 0 | 2 | 13 | 8  | +5  |
| 3   | Internacional | 1   | 0 | 1 | 2 | 2  | 19 | -17 |

| 7 de dezembro | Kashima | 14–0 | Guará | Estádio Lourival Caetano, Bayeux                   |
| 15:00         |         | Ref. |       | Público: Portões fechados Árbitro: Dorgival Júnior |

| 7 de dezembro | Mixto | 14–0 | Internacional | Estádio Lourival Caetano, Bayeux                    |
| 18:00         |       | Ref. |               | Público: Portões fechados Árbitro: Romário Medeiros |

| 7 de dezembro | Auto Esporte | 0–4  | Botafogo | Estádio Lourival Caetano, Bayeux                  |
| 21:00         |              | Ref. |          | Público: Portões fechados Árbitro: José Arimateia |

| 10 de dezembro | Internacional | 0–3  | Botafogo | Estádio Lourival Caetano, Bayeux                |
| 15:00          |               | Ref. |          | Público: Portões fechados Árbitro: Luan Galdino |

| 10 de dezembro | Kashima | 1–0  | Mixto | Estádio Lourival Caetano, Bayeux                  |
| 18:00          |         | Ref. |       | Público: Portões fechados Árbitro: Thiago Galdino |

| 10 de dezembro | Guará | 1–12 | Auto Esporte | Estádio Lourival Caetano, Bayeux                 |
| 21:00          |       | Ref. |              | Público: Portões fechados Árbitro: Willian Cácio |

| 13 de dezembro | Botafogo | 2–1  | Kashima | CT Maravilha do Contorno, João Pessoa                           |
| 15:00          |          | Ref. |         | Público: Portões fechados Árbitro: Geraldo Félix de Brito Filho |

| 13 de dezembro | Auto Esporte | 1–3  | Mixto | Estádio Evandro Lélis, João Pessoa                         |
| 15:00          |              | Ref. |       | Público: Portões fechados Árbitro: Tiago Ramos de Oliveira |

| 13 de dezembro | Guará | 2–2  | Internacional | Estádio Lourival Caetano, Bayeux                             |
| 15:00          |       | Ref. |               | Público: Portões fechados Árbitro: Willian Cácio de Oliveira |

## Fase final
Semi-final 1
| 16 de dezembro | Botafogo | 0–0 (3-2) | Mixto | Estádio Lourival Caetano, Bayeux                         |
| 19:00          |          | Ref.      |       | Público: Portões fechados Árbitro: Josemarques Domingues |

Semi-final 2
| 16 de dezembro | Kashima | 0–0 (1-3) | Auto Esporte | Estádio Lourival Caetano, Bayeux                 |
| 15:00          |         | Ref.      |              | Público: Portões fechados Árbitro: Diego Roberto |

### Final
| 19 de dezembro | Botafogo                                                                              | 7–0  | Auto Esporte | Estádio Almeidão, João Pessoa                             |
| 10:30          | Wille 30', Zayra 33', Letícia 41', Josi 64', 77', Ana Carla 75' (contra), Jéssica 88' | Ref. |              | Público: Portões fechados Árbitro: Afro Rocha de Carvalho |

## Estatísticas

### Artilharia
| Posição | Jogadora | Time         | 1ª R | 2ª R | 3ª R | S-F | Final | Gol(o)s |
| ------- | -------- | ------------ | ---- | ---- | ---- | --- | ----- | ------- |
| 1       | Tamara   | Mixto        | 7    | 0    | SI   | 0   |       | 7       |
| 2       | Letícia  | Botafogo     | 2    | 3    | 0    | 0   | 1     | 6       |
| 3       | Kailanny | Auto Esporte | 0    | 5    | SI   | 0   | 0     | 5       |
| 4       | Gilmara  | Kashima      | 3    | 1    | 0    | 0   |       | 4       |
| 4       | Deize    | Kashima      | 3    | 0    | 1    | 0   |       | 4       |
| 6       | Bruna    | Kashima      | 3    | 0    | 0    | 0   |       | 3       |
| 6       | Jéssica  | Botafogo     | 0    | 0    | 1    | 0   | 1     | 3       |
| 6       | Josilene | Botafogo     | 1    | 0    | 0    | 0   | 2     | 3       |
| 6       | Rafaela  | Kashima      | 3    | 0    | 0    | 0   |       | 3       |
| 10      | Nayara   | Mixto        | 2    | 0    | SI   | 0   |       | 2       |
| 10      | Rayssa   | Mixto        | 2    | 0    | SI   | 0   |       | 2       |

Fontes: 1ª rodada; 2ª rodada; 3ª rodada; Semi-finais; Final